# Kumarajiva
Cette page contient des caractères spéciaux ou non latins. S’ils s’affichent mal (▯, ?, etc.), consultez la page d’aide Unicode.
Kumārajīva ou Kumarajiva (sanskrit : कुमारजीव; chinois traditionnel : 鳩摩羅什 ; pinyin : Jiūmóluóshí) 344-413 ou 350-409, est un moine bouddhiste koutchéen traducteur et érudit, versé dans la littérature védique, le canon pali (tripitaka) et les textes mahayana. Il dirigea à Chang'an durant les quinze dernières années de sa vie la traduction en chinois d’au moins vingt-quatre ouvrages qui exercèrent une influence considérable sur le bouddhisme chinois. Ses traductions, écrites dans une langue fluide et claire, pénétrées de la pensée prajnaparamita et madhyamika, font encore autorité. Il est considéré comme le patriarche de l’école des Trois Traités (Sānlùnzōng 三論宗).

## Origine
Les informations concernant Kumārajīva se basent essentiellement sur les biographies chinoises de moines éminents, non exemptes de détails légendaires. Il serait né à Koutcha, alors capitale d’un petit royaume tokharien, d’une princesse locale et d’un père brahmane originaire du Cachemire. Son grand-père paternel, Jiūmódáduō (鳩摩達多), aurait été un personnage respecté dans son pays (selon certains, un ministre d’État). Son père, Jiūmóyán (鳩摩炎) ou Kumārayāna, ayant renoncé à hériter de la position pour devenir ascète errant, serait devenu une personnalité religieuse importante à Koutcha. Il aurait fini par épouser Jīvaka ou Jīva, sœur du roi. Certaines biographies prêtent à Kumārajīva un frère nommé Fúshātípó (弗沙提婆).

## Début des études bouddhistes
Alors que Kumārajīva avait sept ans, Jīva aurait décidé de devenir nonne. Il la suivit et débuta sous la direction de Buddhasvāmin l’étude des textes de l’école Sarvastivada. À neuf ans, âge où sa mère décida de l’emmener poursuivre son apprentissage au Cachemire, il aurait déjà appris l’Abhidharma par cœur. Là-bas, il aurait étudié le Dīrghāgama et le Madhyāgama et  manifesté pour la première fois son aptitude au débat. Son maître était Bandhudatta, cousin du roi. Deux ans plus tard, il reprit avec sa mère le chemin de Koutcha. En route, il aurait rencontré un arhat qui lui aurait prédit un brillant futur de missionnaire. La mère et le fils passèrent par Kashgar où ils séjournèrent un an. C’est là que Kumārajīva se serait tourné vers le mahayana sous l’influence de Sutyasoma, fils du roi de Yarkand. Il entreprit l’étude du Śataśāstra (cent traités) et du Madhyāmakaśāstra (Traité du milieu), tout en continuant celle de l’ Abhidharma avec le cachemirien Buddhayaśa. Son programme comprenait aussi les quatre Vedas, les cinq sciences, les textes brahmaniques et l’astronomie. À douze ans il partit, toujours avec sa mère, pour l'important centre bouddhique de Tourfan, et brilla de nouveau dans des débats.

## Retour à Koutcha
Impressionné par le prestige de Kumārajīva, le roi de Koutcha vint lui demander d'enseigner les soutras Mahāsannipata et Mahāvaipulya à une de ses filles devenue nonne. C’est ainsi que la mère et le fils seraient revenus dans leur pays natal. Jīva partit bientôt poursuivre sa carrière de moniale vers l’Inde ou le Cachemire. À l’âge de vingt ans, Kumārajīva fut ordonné moine. Il vivait alors au monastère de Queli (雀梨) construit par le roi et se consacrait à l’étude du Pañcavimati-sāhasrikā sūtra, texte prajñāpāramitā dont est extrait le Sutra du Cœur. Il s’intéressait aussi aux débats et échanges avec des moines étrangers. Il étudia ainsi le vinaya des Sarvāstivādin avec le cachemirien Vimalākşa. Selon certaines biographies, il invita son ancien maître Bandhudatta et le convainquit de la supériorité de la philosophie madhyāmika ; le maître se déclara son disciple en la matière.

## Destin chinois

### L’occupation
Les souverains des royaumes du nord de la Chine appréciaient les personnalités religieuses bouddhistes ou taoïstes dont ils attendaient, semble-t-il, autant des conseils politiques et militaires, des miracles et des protections surnaturelles que des conseils spirituels. Ils patronnaient dans la foulée la rédaction et la traduction de textes. Fu Jian (苻堅), souverain des Qin antérieurs, avait ainsi ramené de Xianyang capturée en 379 le maître Dao'an (道安) (314-385), qui comptait Huiyuan (慧遠) (334-416), premier patriarche de la Terre Pure, parmi ses disciples. Se sachant âgé, Dao’an, qui dirigeait à Chang'an la traduction de soutras, aurait recommandé Kumārajīva à Fu Jian. Ainsi, lorsque le souverain envoya en 384 le général Lü guang (呂光) attaquer le royaume tokharien, il inclut dans sa mission la « capture » de Kumārajīva. Néanmoins, l’année suivante, le pouvoir fut usurpé par le clan Yao qui fonda la dynastie des Qin postérieurs. Les Lü en profitèrent pour se comporter en souverains indépendants de Koutcha, qu’ils occupèrent pendant plus de dix-sept ans. Les sources prétendent que Lü Guang, nullement impressionné par le moine érudit, le traitait sans égard, allant jusqu’à se moquer de lui. La prescience de Kumārajīva ayant permis à son successeur Lü Zuan (呂纂) d’éviter une défaite militaire, il fut enfin reconnu à sa juste valeur, ce qui eut pour résultat, selon certains, de donner au souverain l’idée de le marier, peut-être pour le fidéliser par une alliance. Il est impossible de confirmer cette information, mais ce n’est pas la dernière fois que la chasteté de Kumārajīva sera mise à l’épreuve.

### Traducteur
En 401, Yao Xing (姚興), empereur des Qin postérieurs, put enfin récupérer Koutcha et en faire ramener Kumārajīva, qui arriva à Chang'an l’année suivante, âgé de presque soixante ans. Il aurait commencé son travail de traduction sur l’invitation du moine Sengrui (僧叡) qui lui proposa de traduire le soutra de méditation Zuochan sanmei jing (《坐禪三昧經》). L’entreprise se déroula dans les lieux occupés jadis par Dao'an, le Ximingge (西明閣) et le Xiaoyaoyuan (逍遙園), situés dans la région de l'actuelle Xi'an, au nord du mont Guifeng (圭峰), comté de Huxian (戶縣). Un local spécialement affecté au travail de traduction, le temple Caotang (草堂寺), fut bâti à côté du Xiaoyaoyuan. Kumārajīva avait pour principaux assistants Sengrui, Shamen sengqi (沙門僧契), Sengqian (僧遷), Faqin (法欽), Daoliu (道流), Daoheng (道恆) et Daobiao (道標), dirigés par Sengzhao (僧肇) ; travaillaient sous leurs ordres de nombreux autres moines. 
Les catalogues chinois attribuent à l’équipe la traduction de soixante-quatorze ouvrages ou 384 fascicules. Une centaine de textes différents ont au cours des siècles été attribués au traducteur ; bien que vingt-quatre seulement aient pu être authentifiés, ils comptent parmi les plus importants du bouddhisme chinois, comme le Sutra du Lotus, le Sutra du Diamant, le Sutra de Vimalakirti, le Sutra d'Amitabha, la Mūlamadhyamakakārikā et le Mahāprajñāpāramitā śāstra. Il faut savoir, que pour le Sutra Du Lotus, les textes sanskrits dont il disposait n’étaient pas les originaux du Sutra Du Lotus, mais des copies déjà révisées, modifiées et transcrites à plusieurs reprises au cours des siècles. Ces versions intermédiaires avaient subi des altérations dues à l'évolution des traditions, des doctrines et des écoles bouddhiques au fil du temps. Cela signifie que la traduction qu’il réalisa n’était pas seulement une simple transposition des mots sanskrits en chinois, mais une interprétation du texte à travers le prisme des préoccupations religieuses et culturelles de son époque, des nuances perdues en sanskrit ayant été adaptées au public chinois. Il est impossible de connaître la forme exacte que le Sutra du Lotus a pu prendre dans sa version originelle. Yao Xing assistait souvent, dit-on, aux séances de traduction qui se déroulaient en grande assemblée. Inspiré par ces séances, le souverain aurait d'ailleurs rédigé lui-même un traité, le Tongsanshilun (《通三世論》). Kumārajīva lisait phrase par phrase, expliquait les mots et proposait une traduction en chinois. L’assistance commentait et proposait des améliorations, puis le texte était couché par écrit. Il était ensuite relu deux fois, la première pour en vérifier la cohérence sémantique et la seconde pour vérifier la calligraphie.
Les traductions dirigées par Kumārajīva furent d’emblée reconnues comme beaucoup plus satisfaisantes que les précédentes, et prirent le pas sur les éventuelles versions antérieures. En effet, elles sont rédigées dans une langue fluide évitant le mot à mot, où le sens apparait plus clairement. Les premières traductions en chinois de traités et soutras étaient très imprégnées de vocabulaire et concepts taoïstes. Les traducteurs cherchèrent bientôt à s’en libérer pour exprimer plus exactement les concepts bouddhiques, mais produisirent trop souvent des traductions littérales dont le sens général reste assez obscur.

### Influence

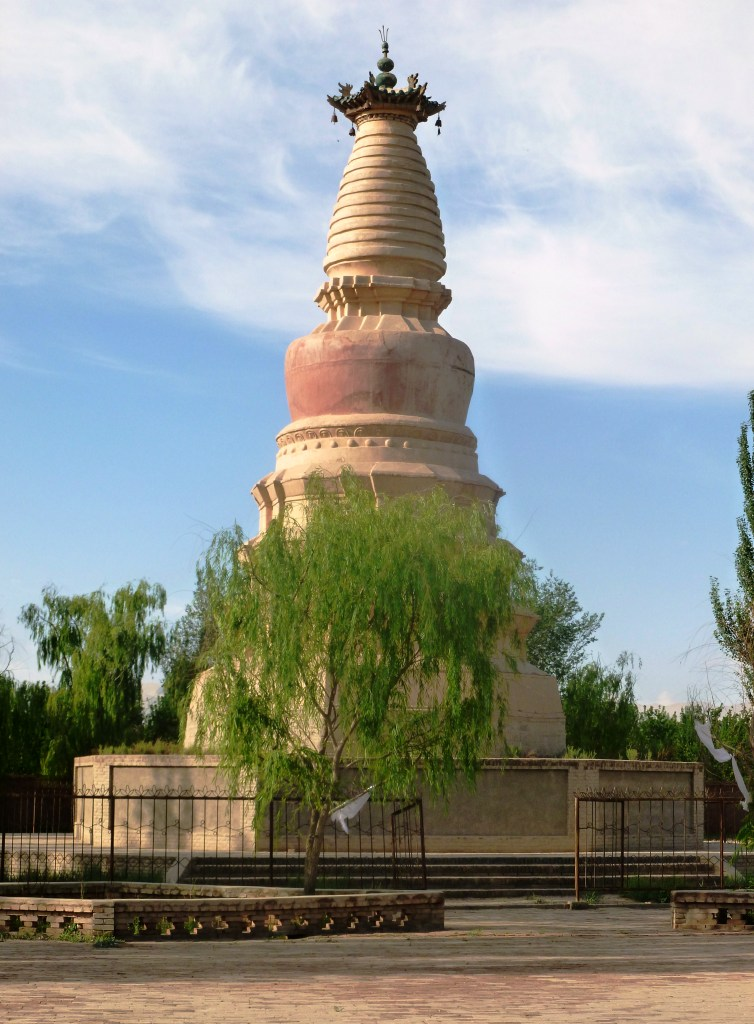
Stūpa de la Pagode du cheval blanc, à Dunhuang, en l'honneur de Kumarajiva.

Kumārajīva attira de nombreux disciples, dont Daosheng, Sengzhao, Daorong (道融) et Sengrui, appelés « les quatre grands disciples » (什門四聖). Sa réputation s’étendit aussi dans le sud de la Chine, domaine des Jin orientaux. Huiyuan, premier patriarche de l’école Jingtu, fixé depuis 381 sur le mont Lu Shan, lui aurait demandé par écrit plusieurs éclaircissements sur la doctrine mahāyāna. Une partie de ces échanges nous sont parvenus ; ils sont rassemblés dans un recueil en trois fascicules, intitulé Dacheng dayi zhang (《大乘大義章》) ou Jiumoluoshifashi dayi (《鳩摩羅什法師大義》). 
Kumārajīva est considéré comme le fondateur en Chine de l’école Sanlun (三論宗) ou école des Trois traités, basée sur le Shatika śāstra (《百論》), le Madhyamika shastra (《中論》) et le Dvadashamukha shastra (《十二門論》).  Elle fut réellement lancée par son disciple Senglang (僧朗), à qui succédèrent Sengquan (僧詮), Falang (法朗) et Jizang (吉藏). Sous les Sui (581-618) et au début des Tang (618-907), elle était florissante et se sépara en deux branches. Par ailleurs, une école Silun (四論宗) des Quatre traités, ajoutant le Mahāprajñāpāramitā upadesha (《大智度論》) aux trois textes d’origine, avait fait son apparition. Ces écoles disparurent vers le milieu de la dynastie avec la naissance de Faxiang (法相宗) fondée par Kuiji, disciple de Xuanzang, puis du courant Chan qui prit une importance considérable. L'école Sanlun continue d'exister au Japon sous le nom de Sanron.

## Œuvre
Kumārajīva se serait plaint plusieurs fois de ne pas être en mesure de rédiger des traités et commentaires comme il l’aurait préféré, par manque de temps et du fait que le milieu bouddhiste chinois ne lui semblait pas encore assez mûr. Il serait néanmoins  l'auteur d'un Shixianglun (《實相論》) en deux fascicules sur le rejet de l’idéalisme (perdu), thème repris plus tard par l’école Tiantai, d'un début de commentaire du Vimalakirti que ses disciples achevèrent, du Shiyushi (《十喻詩》) et du Zengshamenfahe (《贈沙門法和》). Restent également sa correspondance avec Huiyuan, ainsi que des réponses adressées aux questions de l’empereur, Daqinzhushu (《答秦主書》), et son appréciation du Tongsanshilun rédigé par ce dernier.

### Principales traductions
- Satyasiddhi Shastra, Traité de la vérité complète, 20 fascicules (402-412)
  - Chengshi lun (《成實論》)
- Mahaprajnaparamita upadesha, Traité de la prajnaparamita, 100 fascicules (402-405)
  - Dazhidu lun (《大智度論》)
- Panchavimshati sahasrika prajnaparamita sutra, Prajnaparamita en vingt-cinq-mille vers, 27 fascicules (404), dont le Sutra du Cœur est un condensé 
  - Weimo jing (《維摩經》)
- Karunikaraja prajnaparamita sutra, 2 fascicules
  - Renwang borepoluomiduo jing (《仁王般若波羅蜜經》)
- Astasahasrika prajnaparamita sutra, Prajnaparamita courte, 10 fascicules (408)
  - Xiaopin borepoluomi jing (《小品般若波羅蜜經》)
- Vajracchedika prajnaparamita sutra, Sūtra du Diamant, 1 fascicule (402-412)
  - Jingang jing (《金剛經》)
- Saddharmapundarika sutra, Sūtra du Lotus (《妙法蓮華経》) (Myōhō Renge Kyō en japonais), 8 fascicules (401-406)
  - Fahua jing (《法華經》)
- Petit Sukhavati vyuha, Sūtra d'Amitābha, 1 fascicule (402)
  - Amituo jing (《阿彌陀經》)
- Shatika shastra, Traité en cent vers, 2 fascicules (404)
  - Bailun (《百論》)
  - Moheborepoluomiduo xin jing (《摩訶般若波羅蜜多心經》)
- Vinaya Sarvastivadin, Vinaya en dix catégories, 61 fascicules (404-409)
  - Shisonglü (《十誦律》)
  - Bailun (《百論》)
- Vimalakirti nirdesha sutra, Sūtra de Vimalakirti (《维摩所诘说经》 / 《維摩詰所說經》), 3 fascicules (406)
  - Fahua jing (《法華經》)
- Madhyamaka-shastra, Traité de la voie moyenne, 4 fascicules (409)
  - Zhonglun (《中論》)
- Dvadashamukha shastra, Traité des douze portes, 1 fascicule (409)
  - Shiermen lun (《十二門論》)
- Maitreyavyakarana sutra, 1 fascicule
  - Mile chengfo jing (《彌勒成佛經》)
- Brahmajala Sutra, Sutra du filet de Brahma, 2 fascicules[3]
  - Fanwang jing (《梵網經》)
- Dasabhumikavibhasa, 17 fascicules
  - Shizhu piposha lun (《十住毗婆沙論》)

## Légendes et anecdotes
- Sa mère, déjà tournée vers le bouddhisme, aurait ressenti pour la première fois l’appel de la vocation monastique pendant la grossesse, durant laquelle elle aurait miraculeusement su parler le sanscrit.
- Lors d'une visite dans un temple de Kashgar, Kumārajīva aurait soulevé un très lourd brûle-parfum. Alors qu’il le tenait à bout de bras, il prit soudain conscience du fait qu’il n’était qu’un enfant et s’étonna de sa force. Aussitôt, le brûle-parfum s’abattit à terre. Il réalisa alors le rôle de la discrimination mentale.
- L’empereur des Qin postérieurs Yao Xing, estimant sans doute que le travail de traducteur-conseiller pouvait être héréditaire, aurait forcé Kumārajīva à quitter son monastère pour emménager dans une demeure habitée par dix jeunes femmes investies de la mission de le séduire, dans l’espoir qu’une progéniture s’ensuivrait. Le moine aurait dû par la suite laver sa réputation lors de prêches, répétant que « Si le lotus pousse dans la boue, il faut quand même s’efforcer de le cueillir sans se souiller. ». Les langues allant néanmoins bon train et certains disciples ayant commencé à l’imiter, il les convoqua pour avaler devant eux un bol de clous, disant : «  Ne vous avisez pas de vivre comme je vis tant que vous ne serez pas capable de faire ce que je viens de faire.  »
- Sa fin proche, il aurait dit à ses disciples : « Si mes paroles ont été justes, ma langue ne brûlera pas sur le bûcher funéraire. ». Et ils la retrouvèrent intacte.
- Le temple Caotang (草堂寺) est un bâtiment construit sous les Qin postérieurs à côté du Xiaoyaoyuan pour servir de local au travail de traduction ; les successeurs de Kumārajīva y firent ériger une pagode à sa mémoire. Situé au nord du mont Guifeng (圭峰), comté de Huxian (戶縣), région de Xi'an, il fut entretenu et restauré jusqu’au XVIIIe siècle et reçut la visite d’autres moines éminents. Il a été reconstruit en 1981 à l’emplacement originel. Un symposium rassemblant une centaine de moines chinois et japonais s’y est tenu 1660 ans après sa naissance.
- À son arrivée à Dunhuang en 384, son cheval blanc tomba malade. Une nuit, il rêva que le cheval lui disait qu'il était en fait le dragon blanc de la Mer de l'Ouest et qu'il avait fait ce voyage avec lui car il (Kumārajīva) s'était donné la tâche de propager le bouddhisme. Maintenant que la route ne présentait plus de danger, il ne l'accompagnerait pas plus loin. À son réveil, Kumārajīva apprit la mort de son cheval. Le cœur déchiré il l'enterra et construisit la pagode du Cheval Blanc (Bai Ma Ta) sur sa tombe. Elle est située au sud-ouest de Dunhuang, à environ 40 minutes à pied de la ville.

## Dans les œuvres de fiction
Le roman La Perle du Dragon de Patrick Carré (Albin Michel, 1999) met en scène Kumārajīva et ses démêlés avec l'empereur Yao Xing et avec les adversaires du Grand Véhicule.